# Zbigniew Spruch
Zbigniew Spruch es un ex ciclista profesional polaco. Nació el 13 de diciembre de 1965, en  Kożuchów, Polonia.
Debutó como profesional en 1992, con el equipo Lampre, el mismo donde se retiraría once años más tarde.
Pese a que fue un destacado clasicómano, con puestos de honor, e incluso podios, en varias de las grandes clásicas, como la tercera posición en la París-Tours de 1994, o los segundos puestos en la Milán-San Remo y la Gante-Wevelgem de 1999. Sin embargo, pese a sus buenos puestos, y a sus etapas ganadas en pruebas importantes, pasó a la élite mundial al proclamarse subcampeón del mundo en ruta, en la edición de 2000, en la carrera disputada en Plouay (Francia), solamente superado por el letón Romāns Vainšteins.
Participó en dos juegos olímpicos (Atlanta 1996 y Sídney 2000), ocupando unas meritorias 9.ª y 20.ª posición.

## Palmarés
| 1988 (como amateur) - 1 etapa de la Carrera de la Paz - 1 etapa de la Vuelta a la Baja Sajonia 1989 (como amateur) - 3 etapas del Tour de Polonia - 2 etapas de la Vuelta a la Baja Sajonia - 1 etapa de la Carrera de la Paz 1990 (como amateur) - 1 etapa de la Vuelta a Cuba 1991 (como amateur) - 3 etapas del Tour de Polonia | 1995 - 1 etapa del Gran Premio de Midi Libre - Tour de Polonia, más 1 etapa 1998 - 1 etapa de la Semana Lombarda - 1 etapa del Tour de Polonia 2000 - 2.º en el Campeonato Mundial en Ruta |

## Resultados en Grandes Vueltas y Campeonatos del Mundo
Durante su carrera deportiva consiguió los siguientes puestos en las Grandes Vueltas y en los Campeonatos del Mundo en carretera:
| Carrera         | 1992 | 1993 | 1994 | 1995 | 1996 | 1997 | 1998 | 1999 | 2000 | 2001 | 2002  | 2003 |
| --------------- | ---- | ---- | ---- | ---- | ---- | ---- | ---- | ---- | ---- | ---- | ----- | ---- |
| Giro de Italia  | 47.º | -    | 66.º | Ab.  | 47.º | 100º | 72.º | -    | -    | -    | -     | -    |
| Tour de Francia | -    | Ab.  | -    | -    | Ab.  | -    | -    | Ab.  | -    | -    | -     | -    |
| Vuelta a España | -    | 46.º | -    | -    | -    | -    | -    | Ab.  | -    | -    | 130.º | -    |
| Mundial en Ruta | Ab.  | -    | -    | Ab.  | -    | -    | 44.º | Ab.  | 2º   | Ab.  | 50.º  | -    |

-: no participa 

Ab.: abandono

## Equipos
- Lampre (1992-1995)
- Panaria (1996)
- Mapei (1997-1998)
- Lampre (1999-2003)